# Un singulier directeur
Pour plus de détails, voir Fiche technique et Distribution.
Un singulier directeur (The Barefoot Executive) est un film américain de Robert Butler sorti en 1971. Le film a fait l'objet d'un remake sous la forme d'un téléfilm intitulé Pieds nus dans la jungle des studios (The Barefoot Executive, 1995).

## Synopsis
Avec l'aide d'un chimpanzé doué pour dénicher les nouvelles émissions à succès, un assistant de plateau devient le vice-président d'une chaîne de télévision.

## Fiche technique
- Titre original : The Barefoot Executive
- Titre français : Un singulier directeur
- Réalisation : Robert Butler
- Scénario : Joseph L. McEveety d'après une histoire de Lila Garrett, Bernie Kahn et Stewart C. Billett
- Photographie : Charles F. Wheeler
- Montage : Robert Stafford assisté de Ted Schilz
- Direction artistique : Ed Graves, John B. Mansbridge
- Décors : Frank R. McKelvy, Emile Kuri
- Maquillage : Robert J. Schiffer
- Coiffure : La Rue Matheron
- Costume : Chuck Keehne, Emily Sundby, Shelby Anderson (singe)
- Musique : Robert F. Brunner
  - Orchestration : Franklyn Marks
  - Montage : Evelyn Kennedy
  - Chansons : Bruce Belland et Robert F. Brunner (He's gonna make it)
- Effets spéciaux : Robert A. Mattey
- Effets visuels : Alan Maley (artiste mat), Eustace Lycett (effets d'optiques)
- Technicien du son : Robert O. Cook (supervision), Dean Thomas (mixeur), William J. Wylie (montage, non crédité)
- Producteur : Bill Anderson, John D. Bloss (non crédité)
- Société de production : Walt Disney Productions
- Société de distribution : Buena Vista Distribution Company
- Pays d'origine : États-Unis
- Format : Couleurs - 1,75:1 - Mono - 35 mm
- Durée : 96 minutes
- Date de sortie : 17 mars 1971

Sauf mention contraire, les informations proviennent des sources suivantes : Leonard Maltin, Mark Arnold, IMDb

## Distribution
- Kurt Russell : Steven Post
- Joe Flynn : Francis X. Wilbanks
- Harry Morgan : E.J. Crampton
- Wally Cox : Mertons
- Heather North : Jennifer Scott
- Alan Hewitt : Farnsworth
- Hayden Rorke : Clifford
- John Ritter : Roger
- Jack Bender : Tom
- Tom Anfinsen : Dr. Schmidt
- George N. Neise : Network Executive
- Ed Reimers : Annonceur
- Morgan Farley : Advertising Executive
- Glenn Dixon : Sponsor
- Robert Shayne : Sponsor
- Tris Coffin : Sponsor
- J.B. Douglas : Network Executive
- Ed Prentiss : Harry - Justice Dept. Man
- Fabian Dean : Jackhammer Man
- Iris Adrian : Woman Shopper
- Jack Smith : Clathworthy
- Eve Brent : Mrs. Crampton
- Sandra Gould : Mrs. Wilbanks
- James Flavin : Father O'Leary
- Pete Renoudet : Policier
- Judson Pratt : Policier
- Vince Howard : Policier
- Hal Baylor : Policier
- Bill Daily : Navigator
- Dave Willock : Portier
- Anthony Teague : TV Salesman
- Edward Faulkner : Reporter
- Herb Vigran[3] : Pompier

Sources : Leonard Maltin, Dave Smith, Mark Arnold et IMDb

## Sorties cinéma
Sauf mention contraire, les informations suivantes sont issues de l'Internet Movie Database.
- États-Unis : 17 mars 1971
- Danemark : 13 octobre 1971
- Suède : 29 novembre 1971
- Japon : 25 décembre 1971
- Allemagne de l'ouest : 30 mars 1972
- France : 22 septembre 1972
- Finlande : 29 septembre 1972

## Origine et production
Le film se déroule dans un studio de télévision américain nommé (United Broadcasting Company) UBC dont le logo combine ceux d'ABC, CBS et NBC et le studio d'ABC à Los Angeles, depuis racheté par Disney. La plupart des extraits vidéo présentés comme des émissions de télévision sont en réalité des films de Disney, dont L'Île au trésor (1950), Vingt mille lieues sous les mers (1954), Quelle vie de chien ! (1959), Les Robinsons des mers du Sud (1960) et Babes in Toyland (1961). La production a été soutenue par l'Academy of Television Arts and Sciences.
Côté acteur, Hayden Rorke et Bill Daily venaient de finir le tournage de la série Jinny de mes rêves, John Ritter fait ses premiers pas tandis que Wally Cox tourne son dernier film. Bill Daily joue un rôle de navigateur qu'il reprend dans la série The Bob Newhart Show. Hank Jones n'a été contacté pour le film qu'après le désistement d'un précédent acteur.
Le tournage s'est déroulé durant une semaine à Long Beach en Californie puis aux Studios Disney à Burbank.

## Sortie et accueil
Le film a été diffusé en deux épisodes dans l'émission The Wonderful World of Disney le 16 et le 23 septembre 1973 sur NBC puis à nouveau en 1978, 1981 et 1989.
Le film a été édité en vidéo en 1985. Le film a fait l'objet d'un remake sous la forme d'un téléfilm intitulé Pieds nus dans la jungle des studios (The Barefoot Executive, 1995).

## Analyse
Pour Mark Arnold, bien que ce bien ne fasse pas partie de la série Dexter Riley, Un singulier directeur en partage l'esprit, l'humour et plusieurs acteurs dont Kurt Russell et Joe Flynn.